# 母亲的直觉
《母亲的直觉》（英語：Mothers' Instinct）是2024年上映的美国心理惊悚片，为法国电影摄影师伯努瓦·德洛姆导演的第一部作品，由杰西卡·查斯坦、安妮·海瑟薇、喬西·查爾斯和安德斯·丹尼爾森·李主演，改编自比利时作家芭芭拉·阿贝尔的小说《母亲的直觉》，为2018年翻拍该小说的法国同名电影的重制版。
电影于2024年3月8日在立陶宛上映，3月27日在英国及爱尔兰院线上映。

## 剧情
故事发生在1960年的美国郊区，爱丽丝和席琳都是邻居，都有一个年纪相仿的儿子。就在爱丽丝与老公西蒙陷入紧张关系的时候，爱丽丝为席琳办了一个生日派对。第二天，席琳的儿子麦克斯生病，没去上学。爱丽丝发现麦克斯独自站在家的阳台上，情况十分不妙，并通知席琳。由于两人行动不够迅速，麦克斯最终不慎墜楼而亡。
席琳身陷丧子之痛，与爱丽丝的关系渐渐疏远，但开始接近爱丽丝的儿子西奥。在麦克斯的葬礼上，泰奥注意到麦克斯灵柩里面有自己的玩具兔子，當場失控。葬礼结束后，席琳去了一个地方待了一个月，到回来的时候，与爱丽丝重修于好。西奥也开始接近席琳，一度邀请席琳参加自己的生日派对，只是爱丽丝心里不太高兴，認為這樣對自己的兒子不健康。生日派对顺利举行了，但派对结束后，爱丽丝的婆婆珍突发心脏病去世。
婆婆珍平常會服用控制心臟病的藥，但尸检显示她血管里没有服用药物的痕迹。爱丽丝怀疑席琳把救命药换成了安慰剂，因為席琳的丈夫剛好在藥廠上班，但没有找到实质证据。后来西奥在席琳家里出现严重过敏反应，需要送医院接受治疗。此前席琳故意让西奥吃过敏食物，让爱丽丝对席琳的怀疑进一步加深。趁席琳外出一天，爱丽丝来到席琳家搜寻证据，结果被席琳碰见，要求她离开。
爱丽丝与西蒙讨论要不要搬离席琳家，为此吵了一架，但在西奥自杀威胁下，两人最终和好。当天晚些时候，席琳用氯仿杀死了丈夫，事后在他的手臂上划了几刀，营造割腕自杀的假象。爱丽丝与西蒙允许看似心烦意乱的席琳留在他们身边，但当爱丽丝去席琳家收拾她的东西时，席琳用氯仿迷晕了西蒙和西奥。爱丽丝发现后，跟席琳打了起来。爱丽丝压制住席琳，但被席琳用麻醉药迷晕。之后席琳扯断锅炉管道，用煤气泄露制造爆炸，杀死了爱丽丝与西蒙。西奥被席琳救下，之后收养了他。

## 演员
- 杰西卡·查斯坦 饰 爱丽丝（Alice）
- 安妮·海瑟薇 饰 席琳（Céline）
- 安德斯·丹尼爾森·李 饰 西蒙（Simon）
- 喬西·查爾斯 饰 达米安（Damian）
- 艾蒙·奥康奈尔（Eamon O'Connell）饰 西奥（Theo）
- 卡罗琳·拉格费尔特（英语：Caroline Lagerfelt） 饰 珍奶奶（Granny Jean）
- 拜伦·D·比利茨（Baylen D. Bielitz）饰 麦斯（Max）

## 制作
2020年10月，消息指2018年法国电影《双姝》将被翻拍，由奥利维尔·马塞特-德帕塞担任导演，杰西卡·查斯坦和安妮·海瑟薇主演，查斯坦的制片公司雀斑影业参与制片。2022年6月，马塞特-德帕塞以“家庭承诺”为因退出，由电影摄影师伯努瓦·德洛姆接任，本片因而成为德洛姆导演的第一部作品。喬西·查爾斯和安德斯·丹尼爾森·李加盟剧组。
主体拍摄于2022年5月25日在美国新泽西州尤宁县启动。

## 发行
2022年5月，霓虹电影公司买下电影美国发行权。次月，頻道製片公司买下英国及爱尔兰地区发行权，亞馬遜米高梅工作室买下加拿大、澳大利亚及新西兰地区发行权。
电影于2024年3月8日在立陶宛上映，同年3月27日和5月24日分别在英国和中国上映。

## 反响
根据評論匯總网站爛番茄汇总的33篇评论文章，55%的评论家给予该作正面评价，平均打分为5.5分（满分10分）。该网站总结的评论家共识是“《母亲的直觉》是对杰西卡·查斯坦和安妮·海瑟薇来说是一场光鲜亮丽的精彩演出，虽然故事情节单薄，基调不稳定，两位明星的表现不佳。” 在Metacritic上，11位影評人共給予了46分的分數（滿分100分），這部電影獲得了「評價褒貶不一或一般」。